# Textový identifikátor SMS
Textový identifikátor je funkce sítě GSM, která zajišťuje příjem zprávy SMS s alfanumerickým identifikátorem odesilatele. Používání textového identifikátoru pro odesílání SMS zpráv zvyšuje využití odesílání SMS zpráv touto metodou jejich důvěryhodnost a zjednodušuje identifikaci odesilatele.
Textové identifikátory se používají například pro dvoufázové ověření pro přihlášení do důležitých služeb. Textové identifikátory jsou běžně využívány společnostmi pro marketingové účely, nebo pro účely zasílání informací o stavu objednávky..
Příklady použití textových identifikátorů některých společností:
- Microsoft používá textový identifikátor Verify.
- Google používá textový identifikátor Google.
- Facebook používá textový identifikátor FACEBOOK.

Služby pro rozesílání SMS zpráv s textovým identifikátorem nabízí jak samotní mobilní operátoři, tak společnosti poskytující služby SMS bran.

## Výhody použití textového identifikátoru
- Jednoduchá identifikace odesilatele.
- Kratší obsah zprávy, není třeba uvádět odesilatele.

## Nevýhody použití textového identifikátoru
- Na přijatou zprávu nelze odpovědět, nebo zavolat.
- Pokud je použit univerzální textový identifikátor, například zpráva s identifikátorem Info, hůře se identifikuje skutečný odesilatel zprávy.

## Realizace
Textový identifikátor je realizován jako alfanumerická adresa identifikovaná hodnotou 5 (binárně 101) v poli Type of number. Adresa může obsahovat maximálně 11 znaků v GSM 7 bit default alphabet.